# Apanteles dorsalis
Apanteles dorsalis är en stekelart som först beskrevs av Maximilian Spinola 1808.  Apanteles dorsalis ingår i släktet Apanteles och familjen bracksteklar. Inga underarter finns listade i Catalogue of Life.